# Estación de Cabra del Santo Cristo-Alicún
Cabra del Santo Cristo-Alicún es una estación ferroviaria situada en el municipio español de Cabra del Santo Cristo, en la provincia de Jaén, comunidad autónoma de Andalucía. Dispone de servicios de Larga Distancia operados por Renfe.

## Situación ferroviaria
Las instalaciones se encuentran situadas en el punto kilométrico 94,377 de la línea férrea de ancho ibérico Linares Baeza-Almería, a 1023 metros de altitud sobre el nivel del mar, entre las estaciones de Huesa y de Moreda. El trazado es de vía única y está sin electrificar.

## Historia
La estación fue inaugurada el 22 de marzo de 1898 con la apertura del tramo Huesa-Alamedilla de la línea de férrea que pretendía unir Linares con el puerto de Almería, hecho que no se alcanzó hasta 1904 dadas las dificultades encontradas en algunos tramos. Las instalaciones contaban con un edificio de viajeros, un muelle de carga para las mercancías y varias vías de apartadero —además de la vía general—. Debido a las dificultades técnicas del trazado, la estación se encontraba  alejada de las poblaciones de Cabra del Santo Cristo y Alicún de Ortega.  
Su construcción corrió a cargo de la Compañía de los Caminos de Hierro del Sur de España, que mantuvo su titularidad hasta 1929, cuando pasó a ser controlada por la Compañía de los Ferrocarriles Andaluces. La compañía de «Andaluces», como así se le conocía popularmente, ya llevaba años explotando la línea tras serle arrendada la misma en 1916. Un alquiler no demasiado ventajoso y que se acabó cerrando con la anexión de la compañía original. En 1936, durante la Segunda República, «Andaluces» fue incautada por el Estado debido a sus problemas económicos, y asignada la gestión de sus infraestructuras a la Compañía Nacional de los Ferrocarriles del Oeste.
En 1941, tras la nacionalización de los ferrocarriles de ancho ibérico, las instalaciones pasaron a formar parte de la recién creada RENFE. Con el paso de los años en torno a la estación se fue formando un núcleo poblacional, dependiente del municipio de Cabra del Santo Cristo, que para 1950 tenía un censo de 185 habitantes.
Desde enero de 2005 Renfe Operadora explota la línea mientras que Adif es la titular de las instalaciones ferroviarias.

## Servicios ferroviarios

### Larga Distancia
Renfe presta servicios de Larga Distancia en la estación utilizando un Talgo comercializado como Intercity que une las ciudades de Almería y Madrid siendo el único servicio comercial que presta tras la supresión de servicios de media distancia acometida en 2013 por el Ministerio de Fomento, que afectó a la extinta línea 71 de Media Distancia que conectaba Linares-Baeza con Granada.